# James Skivring Smith
James Skivring Smith (26 de febrero de 1825 - 1892) fue un médico y político liberiano. Entre el 4 de noviembre de 1871 y el 1 de enero de 1872 se desempeñó como sexto presidente de Liberia.
James S. Smith llegó a Liberia en 1833 a los ocho años de edad, quedando huérfano un año después. Estudió medicina y después de una capacitación en los Estados Unidos, Smith regresó a Liberia y se desempeñó como médico de la American Colonization Society.
Smith fue elegido miembro del Senado de Liberia en 1855 en representación del condado de Grand Bassa y más tarde fue designado ministro de Relaciones Exteriores entre 1856 y 1860, bajo la presidencia de Stephen Allen Benson. Desde mayo de 1869 Smith fue vicepresidente bajo el gobierno de Edward James Roye, hasta que dicho mandatario fue derrocado en octubre de 1871. Hasta la toma de posesión de Joseph Jenkins Roberts el 1 de enero de 1872, Smith fungió como presidente de Liberia.
Entre 1874 y 1884 fue superintendente del condado de Grand Bassa.